# Stoltera

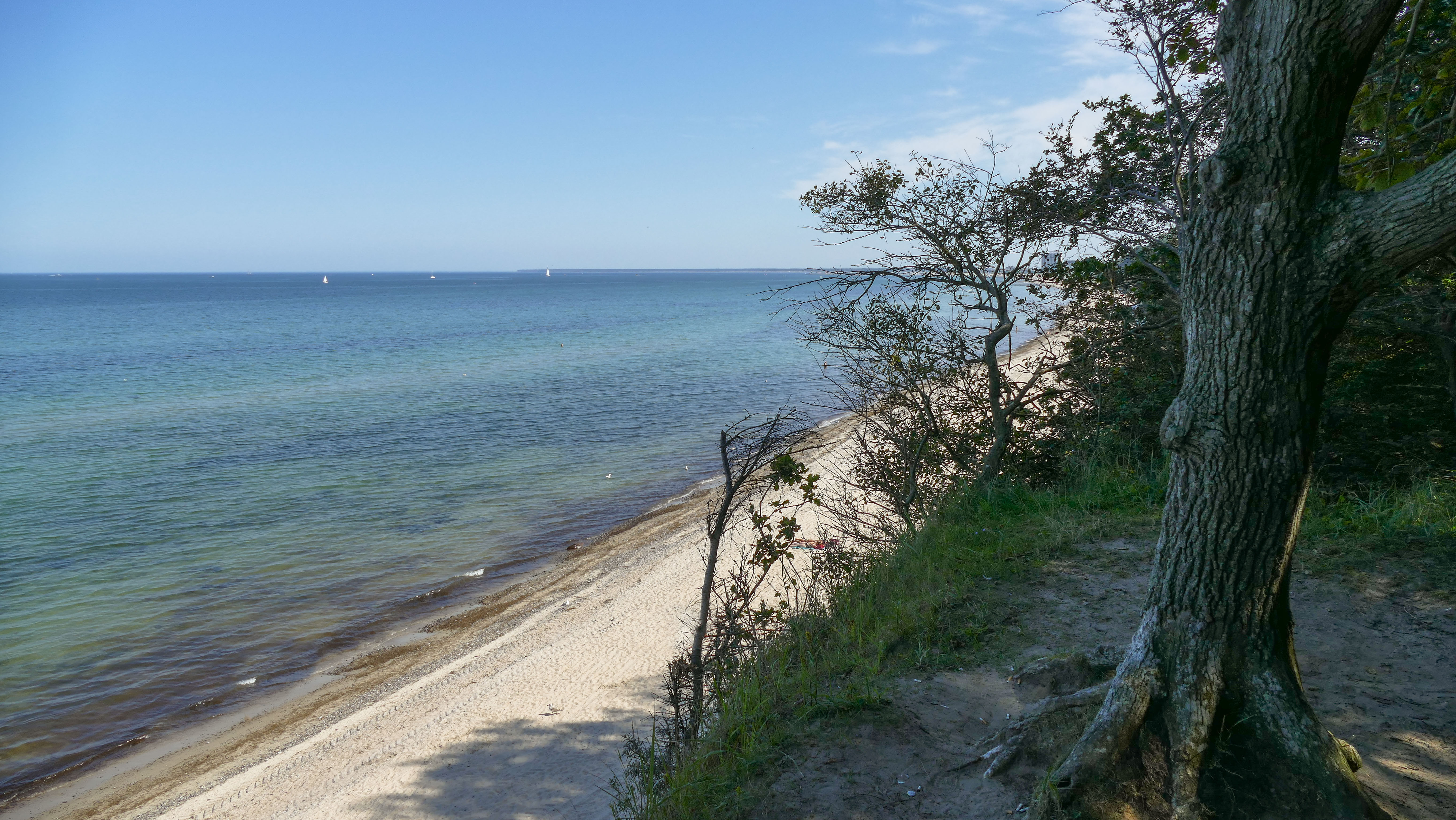
Blick über das Kliff auf Strand und Ostsee

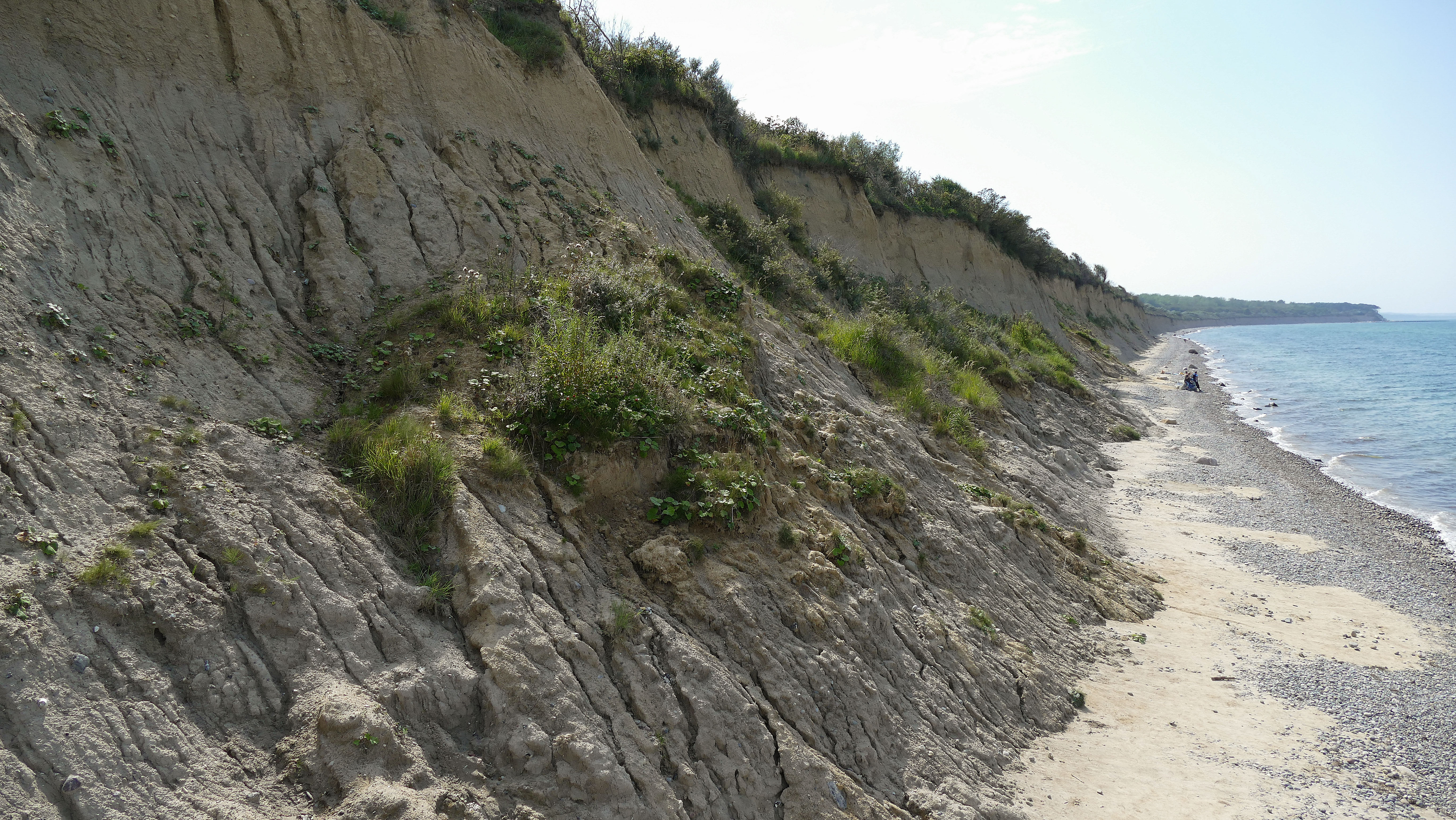
Landverlust entlang der Steilküste

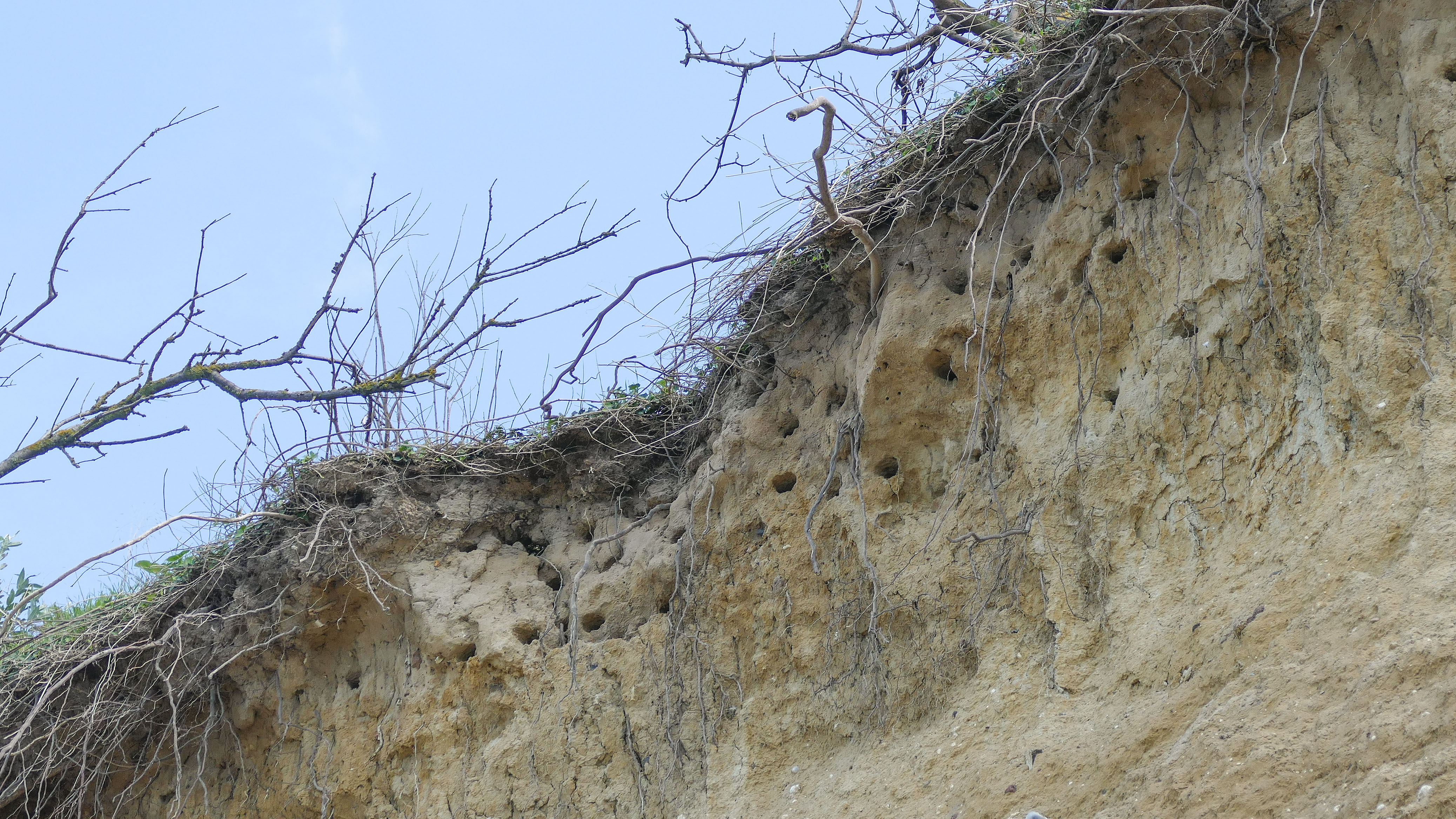
Seeschwalbennester in der Steilküste

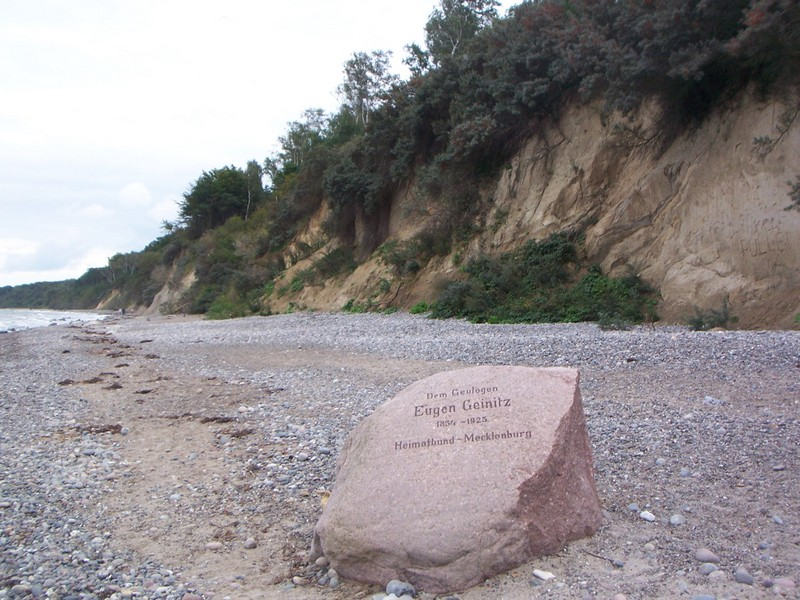
Geinitzstein am Geinitzort

Die Stoltera [ˈʃtɔlterɑː], auch Stolteraa, ist ein etwa drei Kilometer langer Abschnitt der Ostseeküste im Bundesland Mecklenburg-Vorpommern, der westlich von Warnemünde beginnt und von dort in westliche Richtung bis zum Geinitzort verläuft, der nach dem deutschen Geologen und Mineralogen Eugen Geinitz benannt ist. Der Küstenstreifen umfasst eine Fläche von etwa 70 Hektar und ist durch ein steil abfallendes und bis zu 20 Meter hohes Kliff zur Ostsee gekennzeichnet. In weiten Teilen steht das Gebiet als Naturschutzgebiet Stoltera unter Naturschutz.

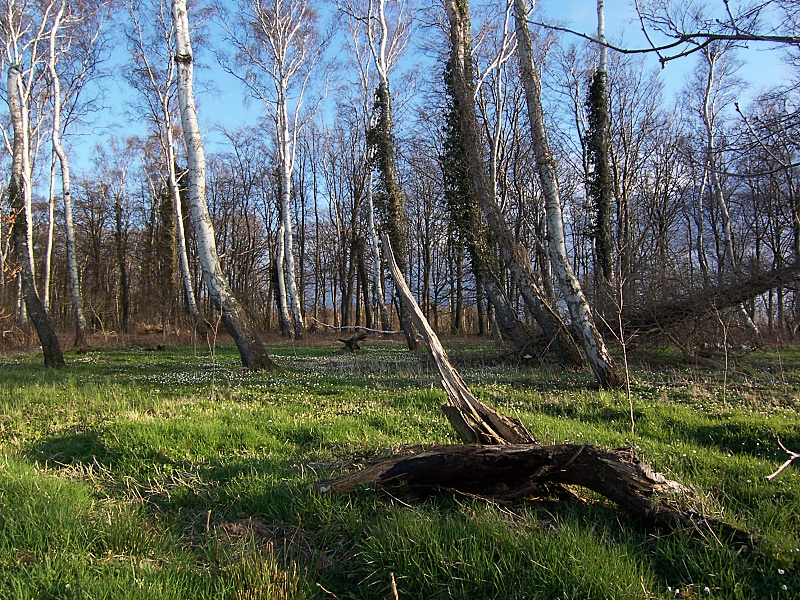
Küstenwald an der Stoltera

Aus geomorphologischer Sicht ist die Steilküste der Stoltera sowohl durch eiszeitliche Ablagerungen als auch durch Abtragungsprozesse geprägt. Der Naturraum umfasst vor allem einen Küstenwald aus Rot- und Hainbuchen, Stiel- und Roteichen, Birken sowie Edelkastanien. Das Kliff ist Lebensraum von Uferschwalben und verschiedenen Käferarten. Die Stoltera ist durch einen Küstenwanderweg sowie zwei Lehrpfade mit astronomischer und naturkundlicher Thematik für den Tourismus erschlossen. Auch der Ostseeküsten-Radweg verläuft durch die Stoltera.
Für den Namen „Stoltera“ gibt es verschiedene Erklärungen. Friedrich Barnewitz führt den Namen auf „Stolter Ort“ zurück, wobei das Wort „Ort“ hier „Landspitze“ bedeutet; „Stolter“ kann vom niederdeutschen Wort für „steil“ kommen. Nach Barnewitz hätten Urlauber die undeutliche Aussprache der Einheimischen als „Stoltera“ gedeutet. Eine andere Theorie führt den Namen auf den Personennamen „Stolter“ und das alte Wort „Aa“ für „Bach“ zurück.
Auf den Namen dieser Landschaft wurde verschiedene Schiffe getauft, so beispielsweise das Frachtschiff MS Stoltera der  Deutschen Seereederei Rostock sowie zwei Seenotrettungsboote des  Seenotrettungsdienstes  der DDR. Auch ein Städteexpress der  Deutschen Reichsbahn, der von 1976 bis 1991 zwischen Rostock und Berlin verkehrte, trug diesen Namen.